# Nikolai Dmitrijewitsch Selinski

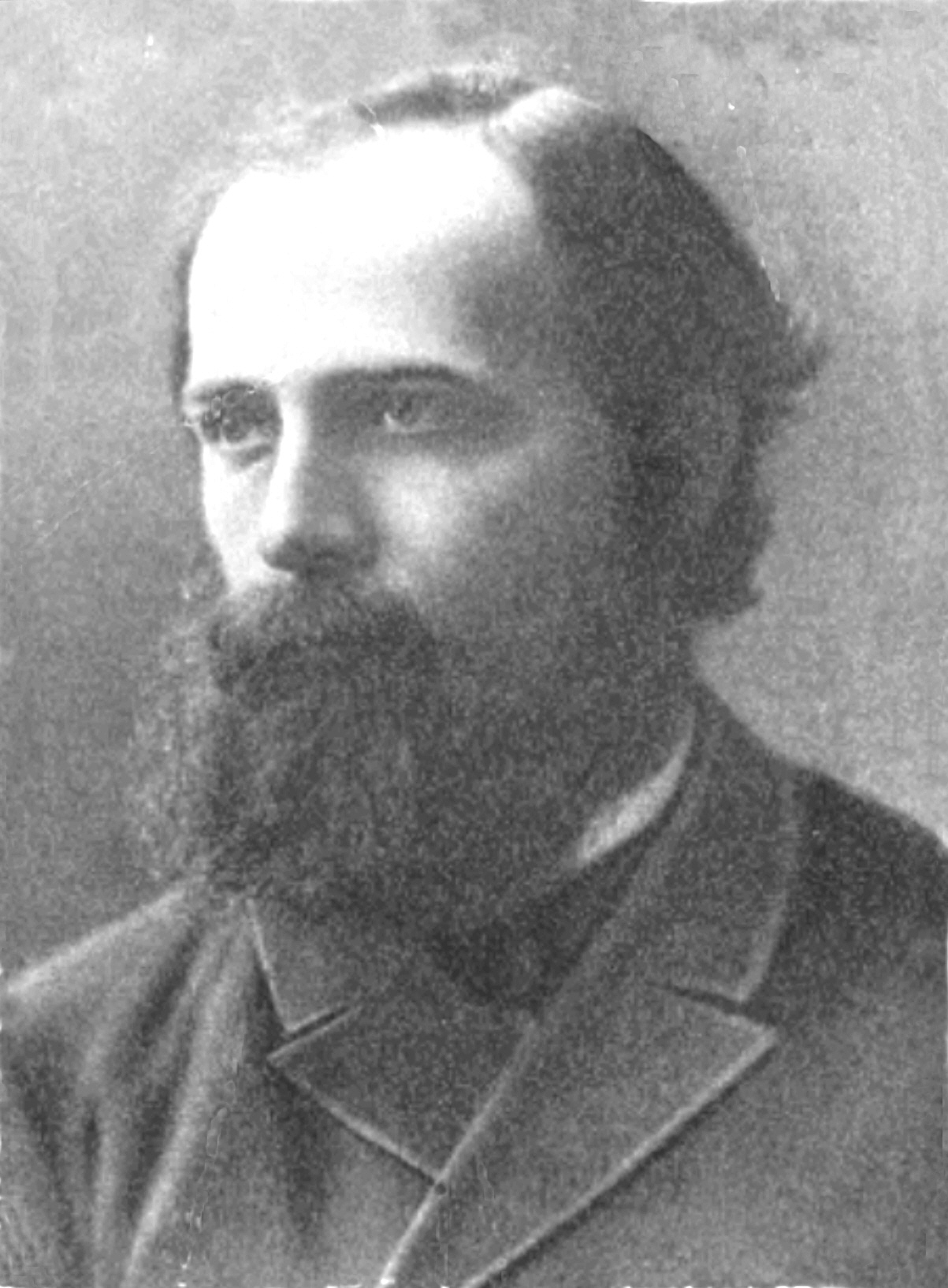
Nikolai Zelinski

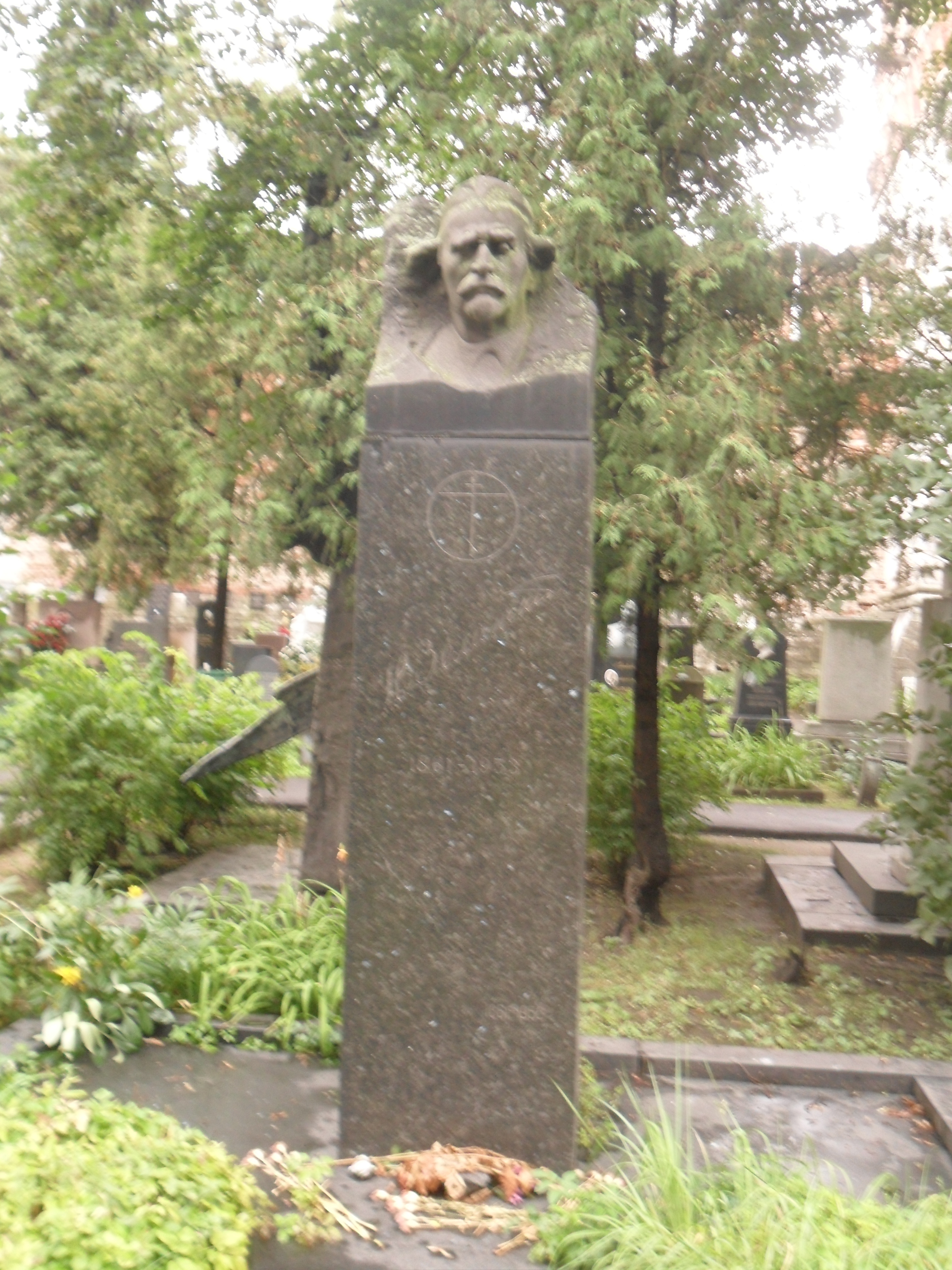
Selinskis Grabstein (N. Nikoghosjan) auf dem Nowodewitschi-Friedhof in Moskau

Nikolai Dmitrijewitsch Selinski (russisch Николай Дмитриевич Зелинский, wiss. Transliteration Nikolaj Dmitrievič Zelinskij; * 25. Januarjul. / 6. Februar 1861greg. in Tiraspol, Gouvernement Cherson, Russisches Kaiserreich; † 31. Juli 1953 in Moskau) war ein russischer Chemiker.
Selinski studierte an der Neurussland-Universität in Odessa und an den Universitäten von Leipzig und Göttingen in Deutschland. Er wurde in Odessa promoviert und war danach Professor für Organische und Analytische Chemie an der Universität Moskau. 1911 trat er aus Protest gegen die Bildungspolitik der zaristischen Regierung (unter anderem in Bezug auf Frauenstudium) zurück und wurde Direktor eines staatlichen Labors in Sankt Petersburg. Er war 1915 Erfinder der ersten wirksamen Aktivkohle-Gasmaske der Welt. Nach der Revolution 1917 war er wieder Professor in Moskau. Zu seinen Schülern gehörten Alexei Balandin und Marija Turowa-Poljak.
Selinski war einer der Begründer der Theorie der organischen Katalyse und an der Entwicklung der petrochemischen Industrie und synthetischem Kautschuk beteiligt. Ab 1929 war er volles Mitglied der Akademie der Wissenschaften der UdSSR. Er erhielt den Leninpreis (1934), dreimal den Stalinpreis (1942, 1946, 1948), viermal den Leninorden und den Titel Held der sozialistischen Arbeit.
Der Krater Zelinskiy auf dem Mond wurde nach ihm benannt.